# TV Pantanal
TV Pantanal foi uma emissora de televisão brasileira sediada em Cáceres, cidade do estado de Mato Grosso. Operava no canal 10 VHF analógico, e era afiliada à Rede Record.

## História

### Rede Manchete (1992-1998)
A TV Pantanal foi fundada em 1992, como uma afiliada à Rede Manchete, sendo uma emissora de televisão integrante da Rede Pantanal de Televisão, rede regional de emissoras afiliadas à Manchete sediadas em Cáceres, Tangará da Serra (TV Terra) e Mirassol d'Oeste (TV Vale do Jauru). A rede de emissoras pertencia aos familiares do deputado federal Elvis Antônio Klauk.
Em 1992, estreou o programa Mercado Livre, apresentado por Sérgio de Oliveira. Além disso, o jornalista Renan Coelho é trazido de Mirassol d'Oeste, da TV Vale do Jauru, para compor equipe da nova emissora, ficando por três anos, até ir para a TV Terra em Tangará. Em 1997, a emissora passa a ter sua programação integralmente repetida pela TV Vale do Jauru, que teve sua produção de programas locais encerrada por motivos financeiros.

### Rede Record (1998-2013)
Por conta da queda de audiência da Rede Manchete em 1997 e a grave crise da rede iniciada em 1998, a emissora foi umas das últimas emissoras de TVs afiliadas da Manchete a deixar a rede, passando a transmitir a Rede Record em 1998.

#### Venda a Família Henry (2004)
Em maio de 2004, no início da campanha eleitoral em que Ricardo Henry (PP) concorria ao cargo de prefeito municipal, contra o então prefeito e candidato à reeleição, Túlio Fontes (PT), familiares de Henry compraram a TV Pantanal da Família Klauk. No entanto, a compra é alvo de polêmica, pois havia sido feita por meio de um "contrato de gaveta" com os antigos donos, Ervides Klauk e Jorge Souza, pois o documento teve firma reconhecida no Serviço Notarial de Cuiabá, mas não foi assinado pelos irmãos Henry (Pedro e Ricardo) e nem registrado na junta comercial, para simular que a propriedade permanecia com Klauk e Souza. Posteriormente, ainda, os antigos donos simularam a venda da TV Pantanal a Sérgio Granja de Souza (antigo sócio de Ricardo Henry na TV Descalvados) e Hélio de Souza Vieira Neto (filho de Sérgio Granja). O intuito da família seria ter controle total, por meio da TV Pantanal e da TV Descalvados, da cobertura jornalística sobre as eleições daquele ano, evitando então que matérias negativas a respeito de Ricardo Henry fossem veiculadas na afiliada da Record, então controlada por opositores políticos. Com a venda, deixou de ter sua programação retransmitida pela TV Vale do Jauru, que se tornou uma repetidora da Rede Record.

#### Suspensão da programação local (2008)
Em 3 de outubro, o Ministério Público Federal (MPF) determinou a suspensão de toda a programação local da emissora até que seja julgada a ação que pede o cancelamento da permissão de exploração do serviço de radiodifusão de sons e imagens pela empresa. Na decisão, a Justiça Federal aceitou que as propagandas comerciais já negociadas não sejam suspensas. Para o Ministério Público Federal, foi comprovado que a Família Henry detinha há anos o monopólio da radiodifusão em Cáceres, o que é proibido pela Constituição Federal. Além da TV Pantanal e da TV Descalvados, os familiares também controlavam a Rádio Clube de Cáceres. Por falta de programas locais e comerciais, a TV Pantanal sai do ar, e a região fica sem a programação da Rede Record.

#### Retomada das operações (2011)
No dia 16 de fevereiro de 2011, depois de mais de três anos, a TV Pantanal retoma as suas operações, desta vez retransmitindo integralmente a programação da TV Record Cuiabá. Sob comando do empresário Sérgio Granja Vieira, a TV Pantanal mantinha uma equipe de repórteres para produzirem reportagens para serem exibidas nos programas locais da emissora cuiabana, com planos de retomar produção de programas locais.

#### Suspensão da concessão e extinção (2013)
Em 13 de novembro de 2013, o Ministério Público Federal suspendeu a concessão da emissora. Após a decisão, a emissora é retirada do ar.

## Programas
Além de retransmitir a programação nacional da Rede Manchete e Rede Record em suas respectivas afiliações, a TV Pantanal também já exibiu os seguintes programas, que compuseram a grade da emissora, e foram descontinuados:
- 4° Poder
- Cadeia Neles
- Cidade Alerta
- É Legal
- Jornal da Manhã
- Mercado Livre
- Pantanal Alerta
- Pantanal em Manchete
- Pantanal Sertanejo